# Marmosops paulensis
Marmosops paulensis é uma espécie de marsupial da família Didelphidae, também conhecida como cuíca ou marmosa. A espécie é endêmica do Brasil, onde pode ser encontrada nos estados do Rio de Janeiro, Minas Gerais, São Paulo e Paraná, dentro do bioma Mata Atlântica.

## Conservação
No âmbito global é classificada como "Pouco preocupante", no âmbito nacional é classificada como "Vulnerável" e no estado de São Paulo é considerada "Ameaçada". A atual classificação nacional é devido ao fato que a espécie só é vista em florestas ombrófilas de densa altitudes e tem sido registrada em altitudes a partir de 1200m em anos recentes, sendo que previamente, era registrada a sua presença a partir de 800m de altitude. 